# Pidberiszi (Lwiw)
Pidberiszi (ukrainisch Підберізці; russisch Подберёзцы Podberjoszy, polnisch Podbereźce) ist ein Dorf in der ukrainischen Oblast Lwiw in der Westukraine mit etwa 1100 Einwohnern.

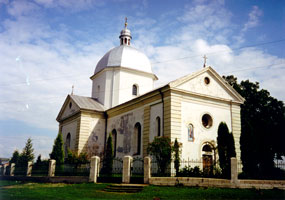
Kirche im Ort

Die Ortschaft liegt im Westen der historischen Landschaft Galizien im Rajon Lwiw am Fluss Marunka (Марунька), etwa 24 Kilometer nordöstlich vom ehemaligen Rajonzentrum Pustomyty und 14 Kilometer östlich vom Oblastzentrum Lwiw entfernt.
Am 21. Juli 2017 wurde das Dorf zum Zentrum der neu gegründeten Landgemeinde Pidberiszi (Підберізцівська сільська громада Pidberisziwska silska hromada), zu dieser zählen auch noch die 7 Dörfer Hluchowytschi, Myklaschiw, Pidhirne, Schurawnyky, Tarassiwka, Tschornuschowytschi und Tschyschykiw, bis dahin bildete es die Landratsgemeinde Pidberiszi.
Am 12. Juni 2020 kamen noch die 3 Dörfer Nyschnja Bilka, Suchoritschtschja und Werchnja Bilka, gleichzeitig wurde die bis dahin im Rajon Pustomyty liegende Ortschaft ein Teil des Rajons Lwiw.
Folgende Orte sind neben dem Hauptort Pidberiszi Teil der Gemeinde:
| Name                     | Name         | Name                              | Name             |
| ukrainisch transkribiert | ukrainisch   | russisch                          | polnisch         |
| ------------------------ | ------------ | --------------------------------- | ---------------- |
| Hluchowytschi            | Глуховичі    | Глуховичи (Gluchowitschi)         | Głuchowice       |
| Myklaschiw               | Миклашів     | Миклашев (Miklaschew)             | Mikłaszów        |
| Nyschnja Bilka           | Нижня Білка  | Нижняя Белка (Nischnjaja Belka)   | Biłka Królewska  |
| Pidhirne                 | Підгірне     | Подгорное (Podgornoje)            | Unterbergen      |
| Schurawnyky              | Журавники    | Журавники (Schurawniki)           | Żurawniki        |
| Suchoritschtschja        | Сухоріччя    | Сухоречье (Suchoretschje)         | Zuchorzyce       |
| Tarassiwka               | Тарасівка    | Тарасовка (Tarassowka)            | Hermanów         |
| Tschornuschowytschi      | Чорнушовичі  | Чернушовичи (Tschernuschowitschi) | Czarnuszowice    |
| Tschyschykiw             | Чижиків      | Чижиков (Tschischikow)            | Czyżyków         |
| Werchnja Bilka           | Верхня Білка | Верхняя Белка (Werchnjaja Belka)  | Biłka Szlachecka |

Der Ort wurde 1352 zum ersten Mal schriftlich erwähnt, lag zunächst in der Adelsrepublik Polen-Litauen, Woiwodschaft Ruthenien, und kam 1772 als Podberisce zum damaligen österreichischen Kronland Galizien (bis 1918 dann im Bezirk Lemberg).
Nach dem Ende des Ersten Weltkrieges kam er zu Polen, war hier ab 1921 als Podbereźce in die Woiwodschaft Lwów, Powiat Lwów, Gmina Czyszki eingegliedert und wurde im Zweiten Weltkrieg erst von der Sowjetunion und ab 1941 bis 1944 von Deutschland besetzt und dem Distrikt Galizien angeschlossen. Nach der Rückeroberung durch sowjetische Truppen 1944 kam er 1945 wiederum zur Sowjetunion und wurde in die Ukrainische SSR eingegliedert. Seit dem Zerfall der Sowjetunion 1991 ist der Ort Teil der unabhängigen Ukraine.

## Persönlichkeiten
- Hanna Dmyterko (1893–1981), Unteroffizierin und Pädagogin